# Athletic Bilbao
Athletic Club (baskovsko Athletic Kluba), bolj znan pod imenom Athletic Bilbao (baskovsko Bilboko Athletic Klub) je španski nogometni klub iz Bilbaa. Ustanovljen je bil leta 1898. 07. 18 in trenutno igra v La Ligi, 1. španski nogometni ligi.
Athletic Bilbao ima z domačih tekmovanj 8 naslovov državnega prvaka, 24 naslovov prvaka španskega kraljevega pokala, 3 naslova prvaka španskega superpokala ter 1 naslov prvaka pokala Eve Duarte. V evropskih tekmovanjih pa sta Athleticova najboljša rezultata dva naslova podprvaka Evropske lige in sicer iz sezon 1976/77 in 2014/15.
Domači stadion Athletica je San Mamés, ki sprejme 53,289 gledalcev. Barve dresov so rdeča, bela in črna. Nadimka nogometašev so Los Leones/Lehoiak ("Levi") in Rojiblancos/Zuri-gorriak ("Rdeče-beli").

## Rivalstvo
Rival Athletica je Real Sociedad. Njuni dvoboji so znani pod imenom Basque Euskal Derbia (Baskovski derbi).

## Zanimivosti
Athletic Bilbao drži proti Barceloni hkrati največjo zmago in največji poraz. Zmaga: 12-1 (8. februar 1931), poraz: 0-7 (3. februar 2001).
Nadimek "Levi" so nogometaši Athletica dobili zato, ker je bil njihov stari stadion zgrajen v bližini cerkve San Mamés. Mamés je bil pollegendarni zgodnji kristjan, katerega so Rimljani vrgli levom. Ta je leve umiril in pozneje postal svetnik.